# Miroslav Veselý
Miroslav Veselý (* 13. listopadu 1953) je bývalý slovenský fotbalista, obránce.

## Fotbalová kariéra
V československé lize hrál za Slovan Bratislava. Nastoupil ve 28 ligových utkáních a dal 1 ligový gól.

## Ligová bilance
| Ročník                                   | Zápasy | Góly | Minuty | Klub              |
| ---------------------------------------- | ------ | ---- | ------ | ----------------- |
| 1. československá fotbalová liga 1975/76 | 6      | 0    | 242    | Slovan Bratislava |
| 1. československá fotbalová liga 1977/78 | 16     | 1    | 1 400  | Slovan Bratislava |
| 1. československá fotbalová liga 1979/80 | 6      | 0    | 345    | Slovan Bratislava |
| CELKEM 1. liga                           | 28     | 1    | 1 987  |                   |